# Обсада на Браила (1828)
Обсадата на Браила от руските войски е едно от важните събития в началото на Руско-турската война от 1828 – 1829 г. Превземането на тази силна османска крепост на левия бряг на Дунав обезпечава руските комуникации през реката и способства за окупацията на Северна Добруджа от руснаците.

## Ход на военните дейтсвия
В началото на май 1828 година Браила е обсадена от 20-хиляден корпус, начело с великия княз Михаил Павлович. Под прикритието на силната си артилерия (в тази обсада руската армия използва бойни ракети за първи път в историята си) в течение на няколко седмици руските сапьори устройват удобни изходни позиции в близост до крепостните стени и подкопават по-уязвимите участъци от укрепленията. На 20, 26 и 27 май защитниците предприемат три излаза в безуспешни опити да попречат на тези действия. На 29 май крепостта се лишава от подкрепата на турската дунавска флотилия, разгромена от руски кораби в мачинския ръкав на Дунав.
Първият директен опит за превземане на крепостта е извършен на 3 юни, но защитниците отстояват. Това принуждава великия княз на отстъпки в последвалите преговори. На 7 юни Браила капитулира, но 8-хилядният гарнизон получава възможност да се изтегли безпрепятствено и да подсили отбраната на Силистра.

## Последици
Падането на Браила дава възможност на руското командване да прехвърли на десния бряг на Дунав повече сили, които овладяват обсадените по-рано крепости Тулча, Мачин, Хърсово и Кюстенджа. Настъплението им в направление към Цариград е спряно същото лято под стените на Шумен.